# Wieczerza w Emmaus (1606)
Wieczerza w Emmaus – obraz namalowany w 1606 przez włoskiego artystę barokowego Caravaggia.
Tutaj malarz odzwierciedlił to, co w historii życia Jezusa i jego zmartwychwstania jest najbardziej charakterystyczne[wymaga weryfikacji?]; niezwykłą prostotę i umiar, skupienie na tym, co najważniejsze. Dzieło to otwiera ostatni, najbardziej dojrzały okres twórczości Caravaggia. Obrazy zostają pozbawione przewrotnej kompozycji, cielesność człowieka przestaje być wiodącym tematem, pojawiają się rozległe monochromatyczne, ciemne przestrzenie, w których rozgrywa się ludzki dramat.